# 広州新亜大酒店

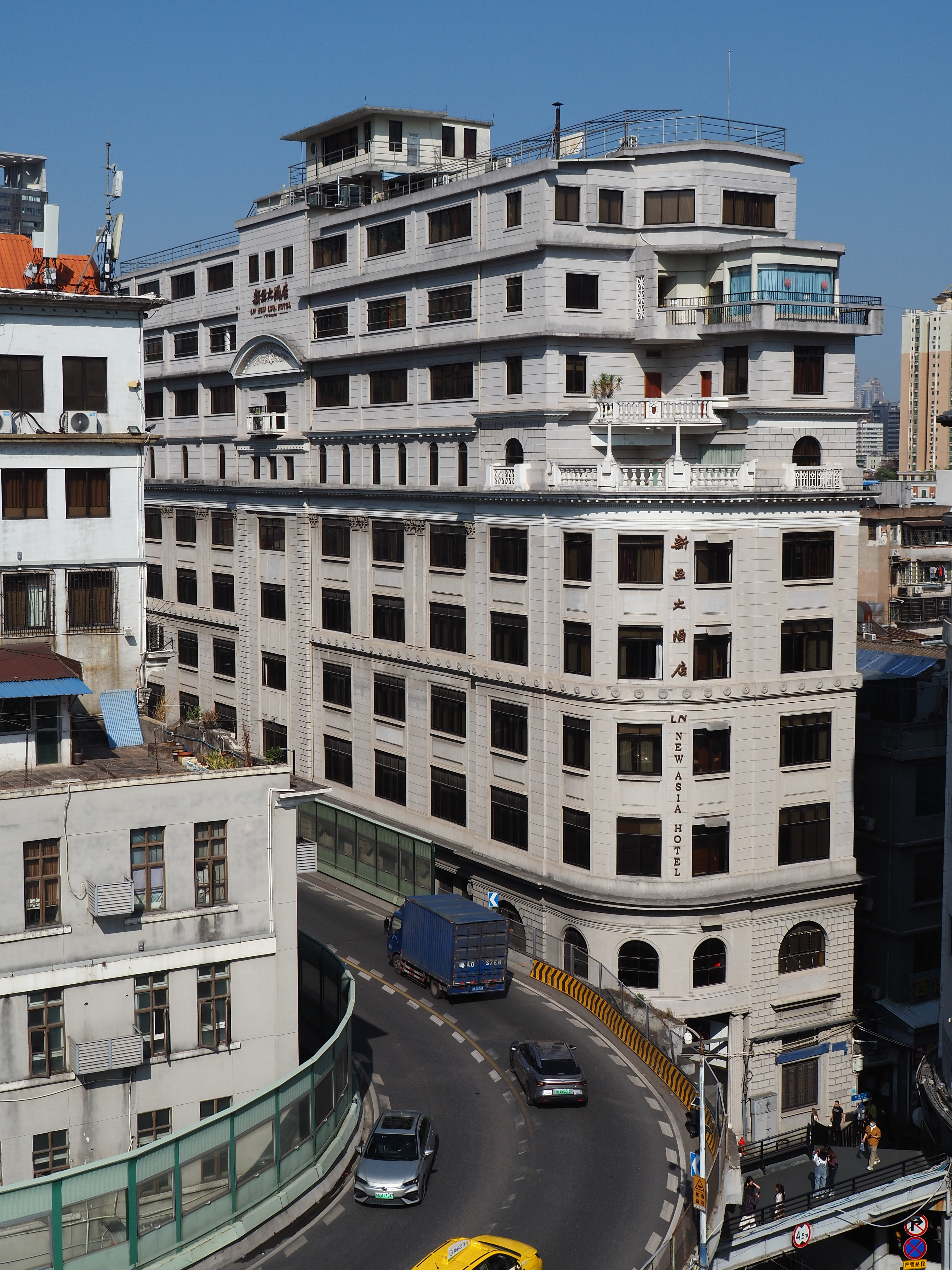
広州新亜大酒店

広州新亜大酒店（英語: New Asia Hotel）は広州市人民路にあるホテルである。
新亜大酒店は1927年に建てられ、中国系アメリカ人の資金によって建てられた。新亜大酒店は9階建てのホテルであり、店名は于右任によって揮毫された。1933年、上海にも進出し、上海新亜大酒店を開業した。日中戦争中に日本軍に占拠されたが、戦後に営業を再開した。現在は333部屋の客室を営業している。